# Sariego
Sariego – gmina w Hiszpanii, w prowincji Asturia, w Asturii, o powierzchni 25,72 km². W 2011 roku gmina liczyła 1313 mieszkańców.